# イリーナ・ボロンコワ
イリーナ・アンドレーヴナ・ボロンコワ（Ирина Андреевна Воронкова、1995年10月20日 - ）は、ロシアの女子バレーボール選手。ポジションはアウトサイドヒッター。ロシア代表。

## 来歴

### クラブチーム
トルコのイスタンブール出身。2011年、ロシアのディナモ・カザンに入団。3年間在籍し、2011/12～2013/14シーズンのロシアスーパーリーグではリーグ優勝を経験した。また、2014年の世界クラブ選手権では金メダルを獲得した。2014年7月、ザレチエ・オジンツォボへの移籍が発表され、2014/15シーズンはロシアスーパーリーグで4位となった。2016年6月、ディナモ・カザンと再び契約し、在籍した2シーズンともにロシアスーパーリーグで準優勝となった。また、2017/18シーズンのリーグではベストサーバー部門で1位だった。2018年4月、ロコモティブ・カリーニングラードへの移籍が発表され、2018/19、2019/20シーズンはロシアスーパーリーグで準優勝した。2020/21シーズンからはチームで主将を務め、ロシアスーパーリーグでチームを初優勝へ導き、自身もMVPに選ばれた。2021/22シーズンはロシアスーパーリーグで2連覇を果たし、自身はベストアウトサイドヒッター賞を受賞した。2022年5月、トルコリーグのエジザージュバシュへの移籍が発表され、2022/23シーズンのトルコリーグで準優勝、欧州チャンピオンズリーグで銀メダルを獲得した。2023年12月の世界クラブ選手権で金メダルを獲得した。

### 代表チーム
アンダーカテゴリーの代表として2012年、トルコで開催されたジュニア欧州選手権に出場し、ベストスコアラー賞を受賞した。2013年、U-20世界選手権に出場した。2015年にロシア代表に初選出され、同年のモントルーバレーマスターズでデビューした。2016年のリオ五輪の最終メンバーに選ばれ、全試合に出場した。2017年からはレギュラーで起用される試合が増え、グラチャン、欧州選手権に出場した。2018年、ネーションズリーグ、世界選手権に出場した。2019年、ワールドカップで銅メダルを獲得した。2021年開催の東京2020オリンピックに出場した。

## 人物
- 11歳までトルコで生活していた[11]。2022年にロシアのロコモティフカリーニングラードからトルコのエジザージュバシュに移籍した際の紹介動画では、流暢なトルコ語を披露した。

## 球歴
- オリンピック - 2016年、2021年
- 世界選手権 - 2018年
- ワールドカップ - 2019年
- グラチャン - 2017年
- ワールドグランプリ - 2017年
- ネーションズリーグ - 2018年、2019年、2021年

## 受賞歴
- 2012年 - ジュニア欧州選手権 ベストスコアラー賞
- 2017年 - エリツィン大統領杯 ベストオポジット賞
- 2021年 - 2020/21ロシアスーパーリーグ MVP
- 2022年 - 2021/22ロシアスーパーリーグ ベストアウトサイドヒッター賞

## 所属クラブ
- ディナモ・カザン（2011-2014年）
- ザレチエ・オジンツォボ（2014-2016年）
- ディナモ・カザン（2016-2018年）
- ロコモティブ・カリーニングラード（2018-2022年）
- エジザージュバシュ（2022-2024年）
- Jakarta Popsivo Polwan（2024年）
- ロコモティブ・カリーニングラード（2024年-）